# La Celle-sous-Gouzon
La Celle-sous-Gouzon är en kommun i departementet Creuse i regionen Nouvelle-Aquitaine i de centrala delarna av Frankrike. Kommunen ligger i kantonen Jarnages som tillhör arrondissementet Guéret. År 2022 hade La Celle-sous-Gouzon 159 invånare.

## Befolkningsutveckling
Antalet invånare i kommunen La Celle-sous-Gouzon
Referens:INSEE